# ホメチギリスト/傷だらけの愛
「ホメチギリスト/傷だらけの愛」（ホメチギリスト/きずだらけのあい）は、ジャニーズWESTの11枚目のシングル。2019年1月30日にジャニーズ・エンタテイメントから発売。

## 概要
- 前作「スタートダッシュ!」から約5か月ぶりのシングルとなる。

- 初回盤A・B、通常盤の3形態となり、それぞれ収録内容・ジャケット写真ともに異なる。

- 表題曲「傷だらけの愛」は、テレビ東京系アニメ『キャプテン翼』(第4作)のオープニングテーマ曲である。

- 初回盤A・Bには、オリジナル・カラオケ2曲を収録。

- 初回盤Aには、「ホメチギリスト」のMusic Clip & Makingを収録。

- 初回盤Bには、「傷だらけの愛」のMusic Clip & Makingを収録。

- 通常盤には、カップリング曲「大阪とんとんダンス」「バレバレンタイン」を収録。

## 先着購入特典

### 初回盤A
1. ミニポスターA(B3サイズ)

### 初回盤B
1. ミニポスターB(B3サイズ)

### 通常盤
1. ミニポスターC(B3サイズ)

## 封入特典

### 初回盤A・B
1. 2面4Pジャケット

### 通常盤
1. 3面6Pジャケット

## 収録曲

### CD

#### 通常盤
1. ホメチギリスト
作詞・作曲：岩崎貴文、編曲：CHOKKAKU
2. 傷だらけの愛
作詞：Komei Kobayashi、作曲：Takuya Harada・川口進、編曲：CHOKKAKU・GAKU
  - テレビ東京系アニメ『キャプテン翼』オープニングテーマ
3. 大阪とんとんダンス
作詞・作曲・編曲：庄田ゲゲゲ・corin.
4. バレバレンタイン
作詞：Yu-ki Kokubo、作曲：Kohei Yokono・Yu-ki Kokubo、編曲：Kohei Yokono

#### 初回限定盤A
1. ホメチギリスト
2. 傷だらけの愛
3. ホメチギリスト（オリジナル・カラオケ）
4. 傷だらけの愛（オリジナル・カラオケ）

#### 初回限定盤B
1. 傷だらけの愛
2. ホメチギリスト
3. 傷だらけの愛（オリジナル・カラオケ）
4. ホメチギリスト（オリジナル・カラオケ）

### DVD

#### 初回限定盤A
1. 「ホメチギリスト」Music Clip & Making

#### 初回限定盤B
1. 「傷だらけの愛」Music Clip & Making